# Guy Rodgers
Guy William Rodgers jr. (Filadelfia, 1º settembre 1935 – Los Angeles, 19 febbraio 2001) è stato un cestista statunitense, professionista nella NBA. È membro del Naismith Memorial Basketball Hall of Fame dal 2014.

## Carriera
Venne selezionato dai Philadelphia Warriors come scelta territoriale del Draft NBA 1958.

## Statistiche

### NBA

#### Regular Season
| Anno      | Squadra           | PG  | PT | MP   | TC%  | 3P% | TL%  | RP  | AP   | PRP | SP | PP   |
| --------- | ----------------- | --- | -- | ---- | ---- | --- | ---- | --- | ---- | --- | -- | ---- |
| 1958-1959 | Philad. Warriors  | 45  | -  | 34,8 | 39,4 | -   | 54,5 | 6,2 | 5,8  | -   | -  | 10,7 |
| 1959-1960 | Philad. Warriors  | 68  | -  | 36,5 | 38,9 | -   | 61,3 | 5,8 | 7,1  | -   | -  | 11,6 |
| 1960-1961 | Philad. Warriors  | 78  | -  | 37,2 | 38,6 | -   | 68,7 | 6,5 | 8,7  | -   | -  | 12,8 |
| 1961-1962 | Philad. Warriors  | 80  | -  | 33,1 | 35,6 | -   | 66,5 | 4,4 | 8,0  | -   | -  | 8,2  |
| 1962-1963 | S.F. Warriors     | 79  | -  | 41,1 | 38,7 | -   | 72,7 | 5,0 | 10,4 | -   | -  | 13,9 |
| 1963-1964 | S.F. Warriors     | 79  | -  | 34,1 | 36,5 | -   | 70,7 | 4,2 | 7,0  | -   | -  | 11,0 |
| 1964-1965 | S.F. Warriors     | 79  | -  | 34,2 | 38,0 | -   | 68,6 | 4,1 | 7,2  | -   | -  | 14,6 |
| 1965-1966 | S.F. Warriors     | 79  | -  | 36,7 | 37,3 | -   | 72,7 | 5,3 | 10,7 | -   | -  | 18,6 |
| 1966-1967 | Chicago Bulls     | 81  | -  | 37,8 | 39,1 | -   | 80,6 | 4,3 | 11,2 | -   | -  | 18,0 |
| 1967-1968 | Chicago Bulls     | 4   | -  | 32,3 | 29,6 | -   | 81,8 | 3,5 | 7,0  | -   | -  | 10,3 |
| 1967-1968 | Cincinnati Royals | 75  | -  | 18,9 | 35,5 | -   | 80,3 | 1,8 | 4,7  | -   | -  | 4,8  |
| 1968-1969 | Milwaukee Bucks   | 81  | -  | 26,6 | 37,7 | -   | 79,3 | 2,8 | 6,9  | -   | -  | 10,3 |
| 1969-1970 | Milwaukee Bucks   | 64  | -  | 11,7 | 35,6 | -   | 74,4 | 1,2 | 3,3  | -   | -  | 3,2  |
| Carriera  | Carriera          | 892 | -  | 32,1 | 37,8 | -   | 72,1 | 4,3 | 7,8  | -   | -  | 11,7 |

#### Playoffs
| Anno     | Squadra          | PG | PT | MP   | TC%  | 3P% | TL%  | RP  | AP  | PRP | SP | PP   |
| -------- | ---------------- | -- | -- | ---- | ---- | --- | ---- | --- | --- | --- | -- | ---- |
| 1960     | Philad. Warriors | 9  | -  | 41,1 | 36,0 | -   | 55,6 | 8,6 | 6,0 | -   | -  | 13,1 |
| 1961     | Philad. Warriors | 3  | -  | 40,3 | 36,8 | -   | 55,0 | 7,0 | 5,0 | -   | -  | 17,7 |
| 1962     | Philad. Warriors | 12 | -  | 40,2 | 35,9 | -   | 63,6 | 5,9 | 7,3 | -   | -  | 11,6 |
| 1964     | S.F. Warriors    | 12 | -  | 34,9 | 32,9 | -   | 70,2 | 4,8 | 7,5 | -   | -  | 12,3 |
| 1967     | Chicago Bulls    | 3  | -  | 32,3 | 37,5 | -   | 80,0 | 2,0 | 6,0 | -   | -  | 11,3 |
| 1970     | Milwaukee Bucks  | 7  | -  | 9,7  | 28,6 | -   | 75,0 | 0,6 | 3,0 | -   | -  | 2,4  |
| Carriera | Carriera         | 46 | -  | 33,8 | 35,0 | -   | 64,0 | 5,2 | 6,2 | -   | -  | 11,0 |

## Palmarès
- NCAA AP All-America First Team (1958)
- NCAA AP All-America Third Team (1957)
- 4 volte NBA All-Star (1963, 1964, 1966, 1967)
- 2 volte miglior passatore NBA (1963, 1967)
- Ventitreesimo per numero di assist di sempre NBA